# Kneipp-Anlage

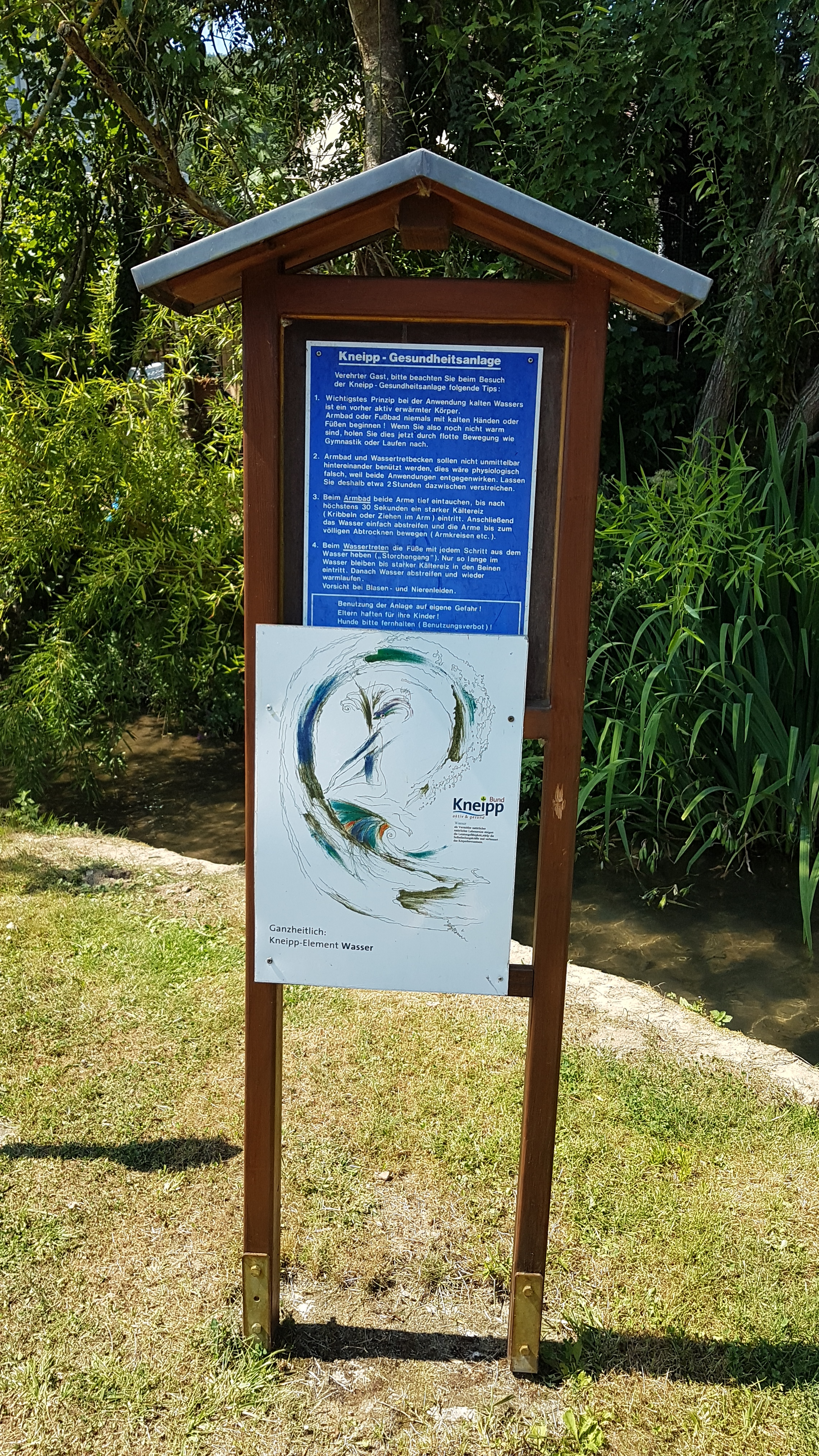
Hinweisschild für Anwender an einer „Kneipp-Gesundheitsanlage“ mit Wassertretstelle und Armbecken

Eine Kneipp-Anlage ist ein in Heilbädern oder im Freiland errichtetes Bauwerk, das der Kneipp-Medizin dient. „Kneippen“ ist eine Behandlungsmethode der Hydrotherapie, die auf der Grundlage von Sebastian Kneipp angewendet wird. Kneipp-Anlagen können laut Kneipp-Bund in Form von Wassertretanlagen oder Armbecken vorliegen und unterliegen grundsätzlich nicht der Trinkwasserverordnung. Neben Fließgewässern werden Kneipp-Anlagen auch durch Brunnen, Quellen, Wasserpumpen oder das öffentliche Trinkwassernetz gespeist.
Kneipp-Anlagen sind vor allem traditionell im deutschsprachigen Raum üblich sowie heutzutage teils in Spa-Bereichen von Luxushotels.

## Formen

### Wassertretanlagen
Kneipp-Anlagen werden in den meisten Fällen in Form von Wassertretstellen, z. B. in Kurparks, eingerichtet. Hierbei wird in kaltem Wasser auf der Stelle geschritten.
Häufig sind Wassertretstellen in den natürlichen Verlauf eines Fließgewässers oder einen See eingebettet. Daneben gibt es auch künstlich geschaffene Kneipp-Anlagen außerhalb eines Fließgewässers, die als Wassertretbecken bezeichnet werden. Diese weisen gewöhnlich ein Geländer sowie eine ebene Bodenplatte auf.

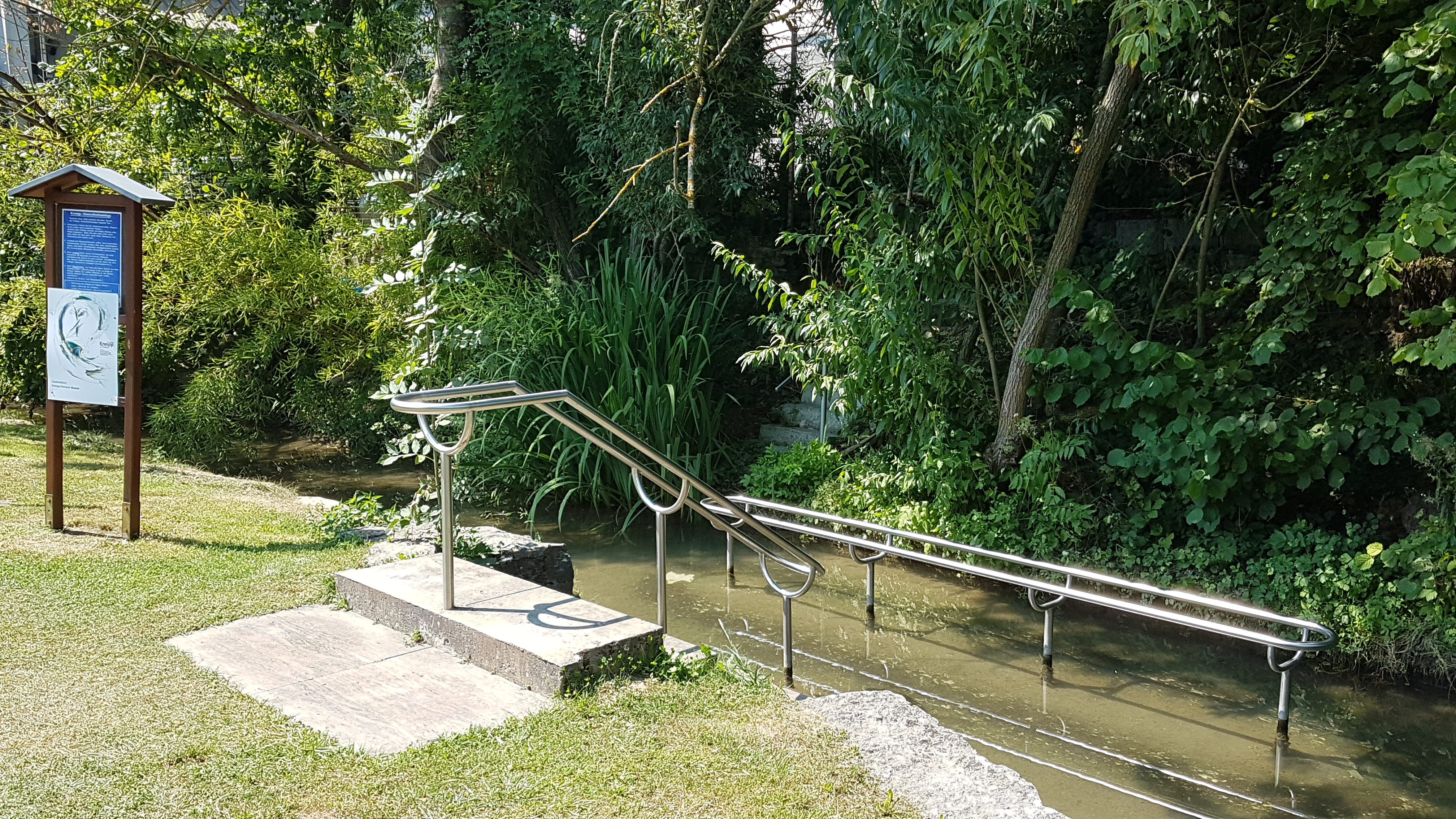
Wassertretstelle, in einem natürlichen Fließgewässer
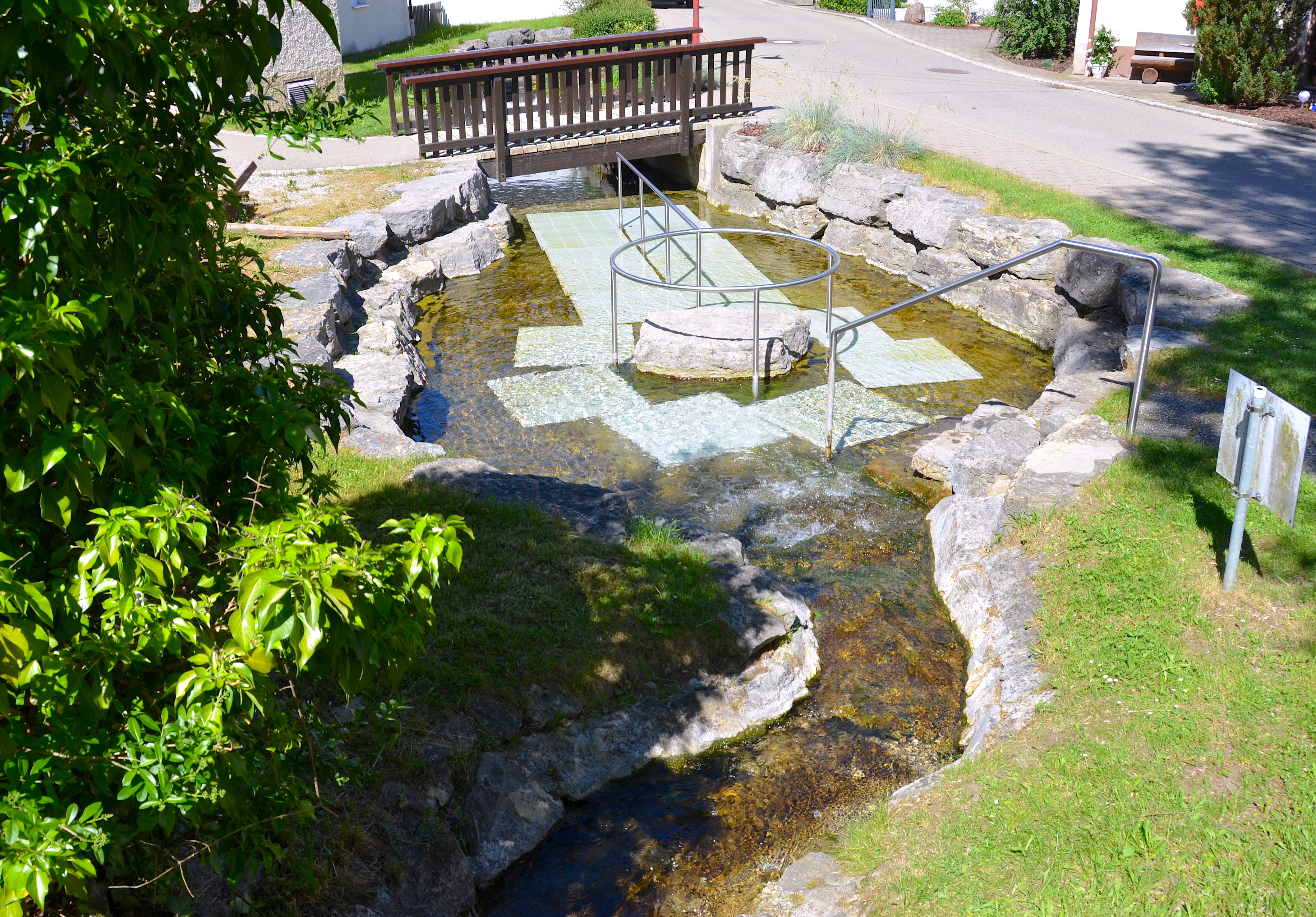
Wassertretstelle, in einem natürlichen Fließgewässer
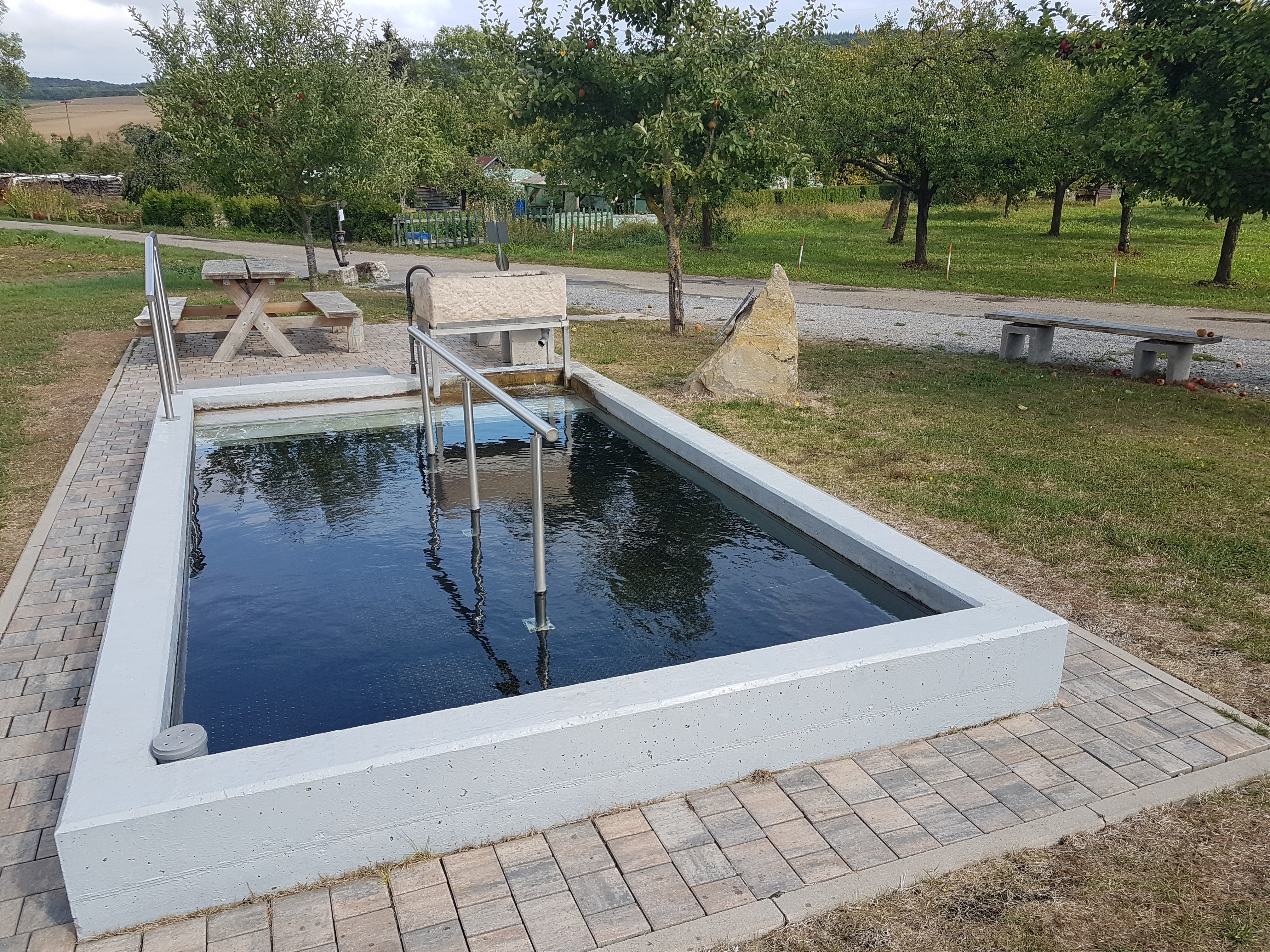
Wassertretbecken, mit künstlich geschaffenem Zulauf
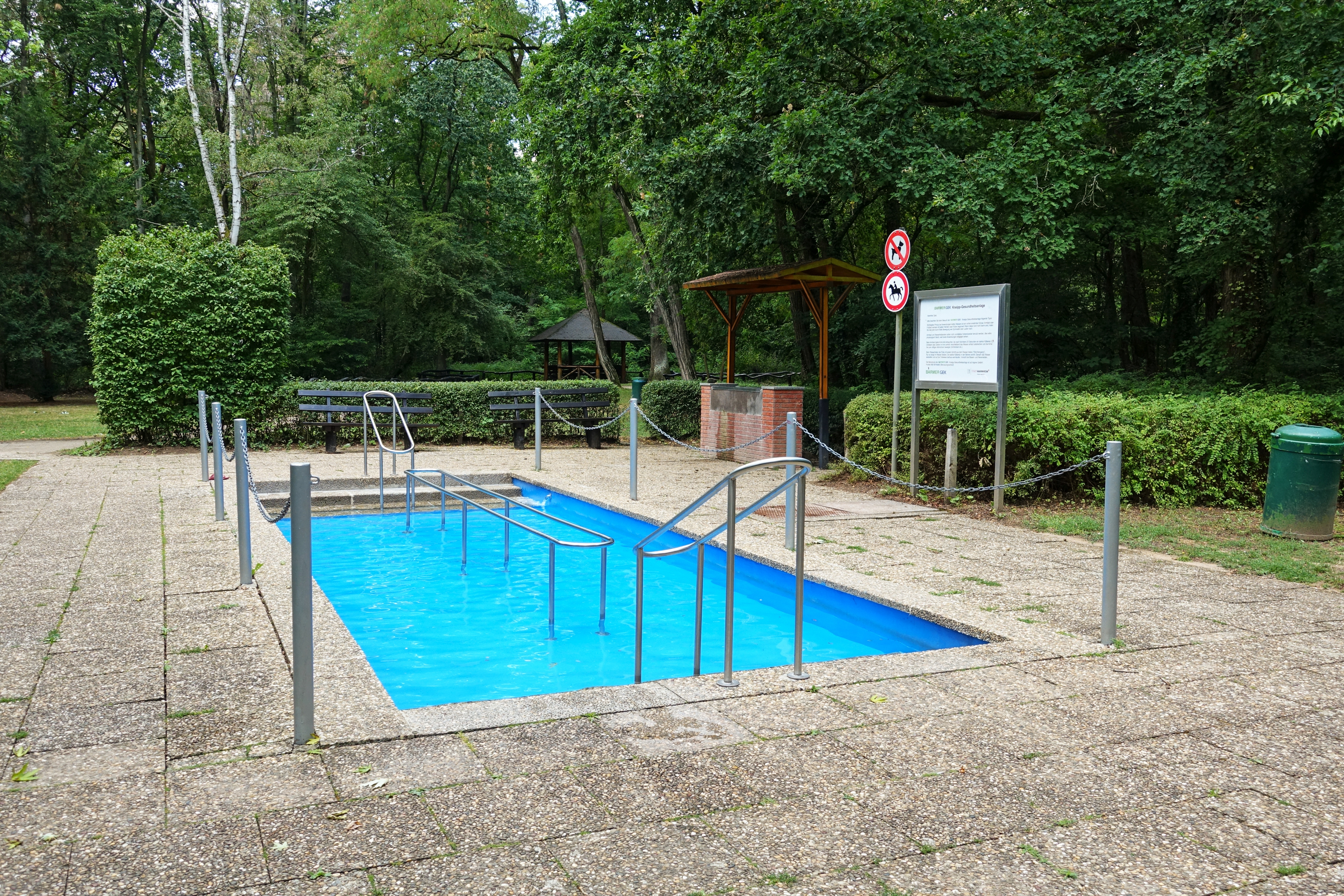
Wassertretbecken, mit künstlich geschaffenem Zulauf
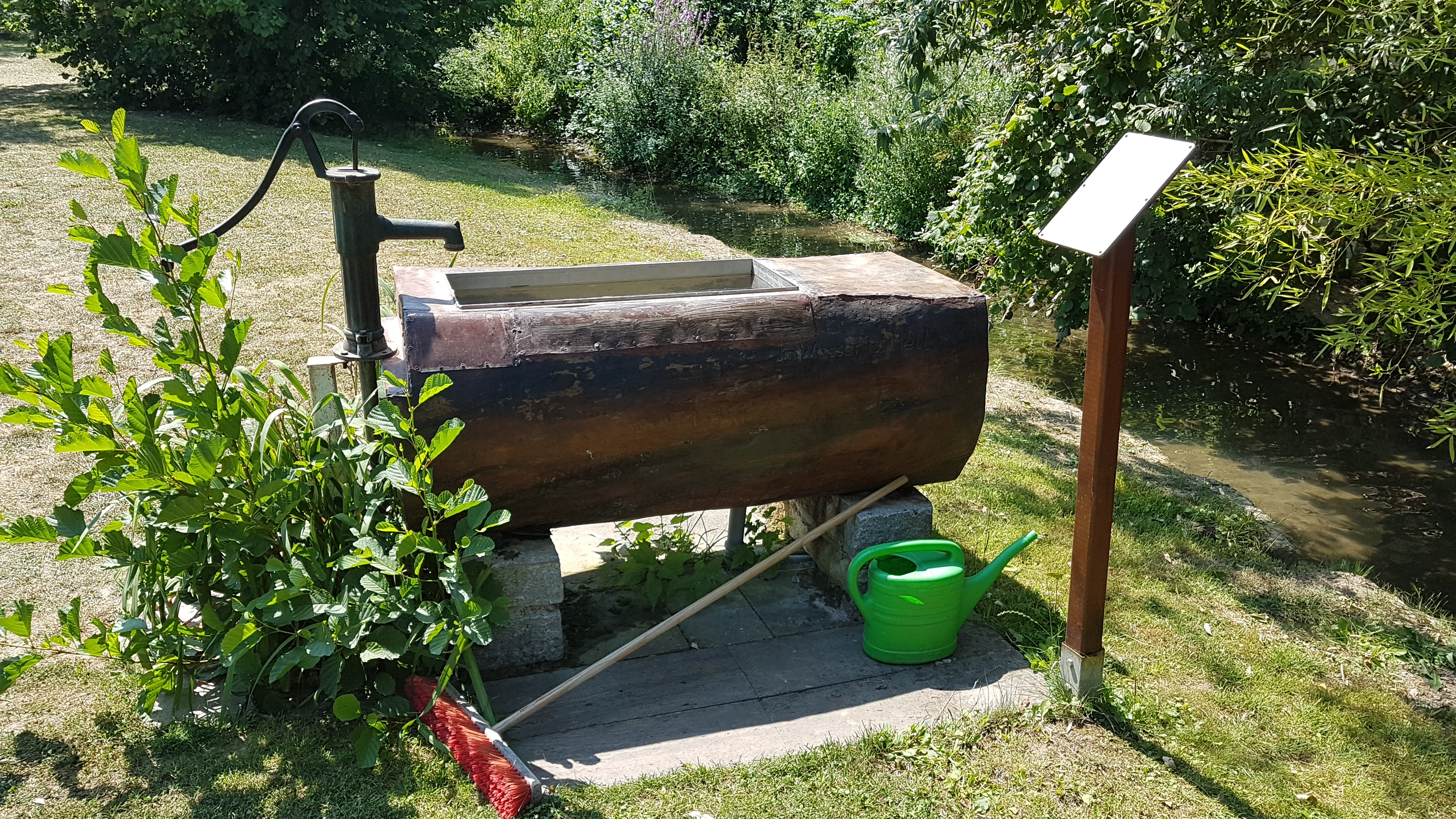
Armbecken mit Hinweisschild
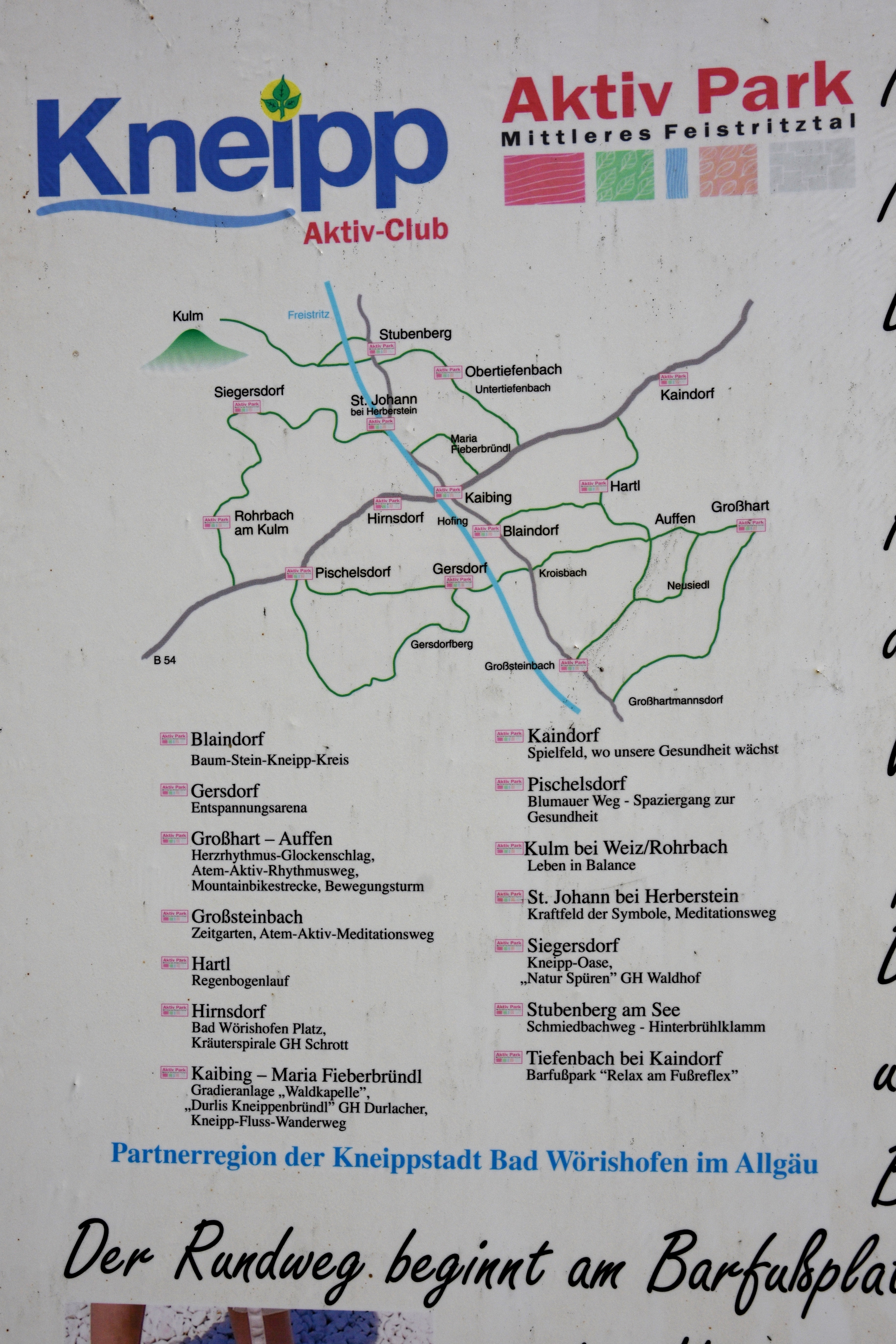
Hinweisschild für einen Kneipp-Park

### Armbecken
In Kneipp-Armbecken werden die Arme bis zur Mitte der Oberarme ins kalte Wasser getaucht.

## Öffentliche Kneipp-Anlagen in Deutschland
siehe Liste öffentlicher Kneipp-Anlagen in Deutschland